# Arundhati Roy

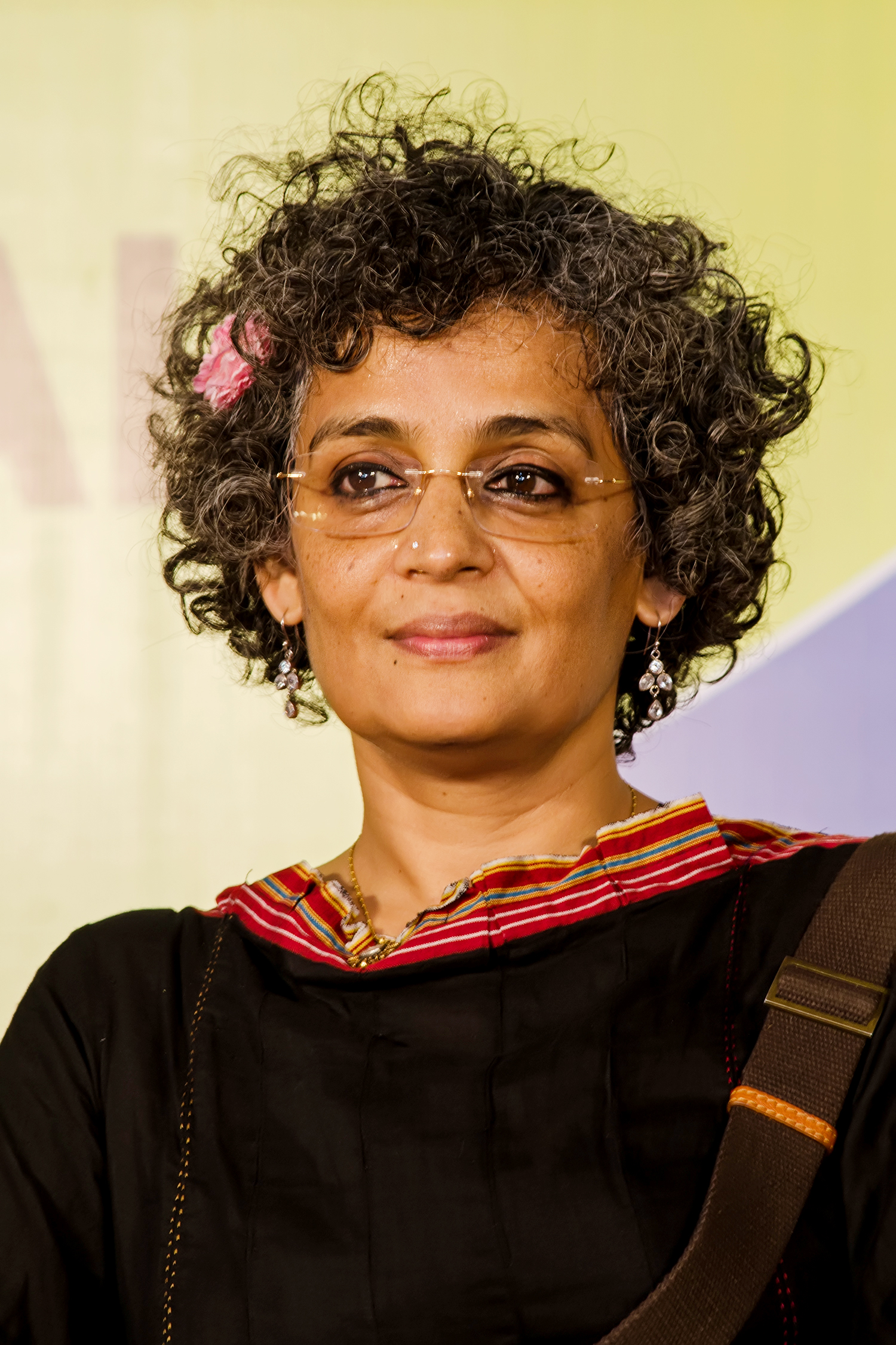
Arundhati Roy (2013)

Suzanna Arundhati Roy (* 24. November 1961 in Shillong, Meghalaya) ist eine indische Schriftstellerin, Drehbuchautorin, politische Aktivistin und Globalisierungskritikerin. Neben dem  Roman Der Gott der kleinen Dinge verfasste sie mehrere politische Sachbücher und zahlreiche Essays. 2017 erschien ihr zweiter Roman Das Ministerium des äußersten Glücks.

## Leben

### Kindheit
Arundhati Roys Mutter Mary Roy stammt aus dem südindischen Kerala und gehört der Malankara Syrisch-Orthodoxe Kirche an und ist eine Frauenrechtlerin, ihr Vater Rajib Roy ist Hindu aus Bengalen und Besitzer einer Teeplantage. Ihre Eltern lebten getrennt, Arundhati und ihr Bruder wurden von ihrer Mutter großgezogen, die als Lehrerin arbeitete. Ihren Vater lernte sie erst kennen, als sie 28 Jahre alt war. Ihre Kindheit verbrachte sie in Aymanam im südindischen Bundesstaat Kerala, bis sie im Alter von 16 Jahren nach Delhi umzog, wo sie heute noch lebt. Anfangs wohnte sie dort in einer kleinen Hütte mit Blechdach im Stadtteil Feroz shah Kotla und verdiente ihren Unterhalt, indem sie leere Flaschen einsammelte und verkaufte. Schließlich begann sie an der Delhi School of Architecture zu studieren, wo sie auch ihren ersten Ehemann, Gerard da Cunha, traf.

### Zweite Ehe und Film
1984 lernte sie den Filmemacher Pradip Krishen kennen, der ihr zweiter Ehemann wurde. Durch ihn erwachte auch ihr Interesse am Film. Sie spielte selbst kleinere Rollen – unter anderem in Krishens preisgekröntem Film Massey Sahib – und begann, Drehbücher zu schreiben (In Which Annie Gives it Those Ones, Electric Moon und die Fernsehserie Banyan Tree).

### Schriftstellerisches Werk und Booker-Prize
1992 begann sie mit der Arbeit an ihrem ersten Roman, der 1997 unter dem Titel Der Gott der kleinen Dinge erschien. Der halb-biografische Roman erzählt über weite Teile ihre eigene Kindheit in einer christlichen Familie der Oberschicht im südindischen Bundesstaat Kerala. Der Roman berührt wesentliche Themen Indiens wie das Kastensystem, die Rolle der Frau, das Leben syrischer Christen in Kerala und die Rolle der kommunistischen Partei speziell in Kerala. Das Manuskript wurde von Pankaj Mishra, einem Redakteur von Harper & Collins, an drei Verlage in Großbritannien gesandt und erregte großes Interesse. Bevor sie sich endgültig entscheiden konnte, bestieg David Godwin, der dritte Empfänger ihres Manuskripts, ein Flugzeug nach Indien, um Arundhati Roys erster Agent zu werden: “obviously, the book had touched him enough to get on a plane and come to a strange country”.
Godwin machte sich an die Arbeit und binnen Kurzem boten acht Verlagshäuser hohe Summen für die Rechte zur Veröffentlichung im Vereinigten Königreich und in Kontinental-Europa.
Anlässlich eines Besuchs in Wien beorderte Godwin seine Autorin nach New York zur Vertragsunterzeichnung mit dem renommierten Verlagshaus Random House. Sie erhielt 500.000 Pfund Sterling für die internationalen Publikationsrechte in 21 Ländern.
Noch im Jahr der Veröffentlichung wurde sie für diesen Roman mit dem britischen Booker-Literaturpreis ausgezeichnet und rasch international bekannt.

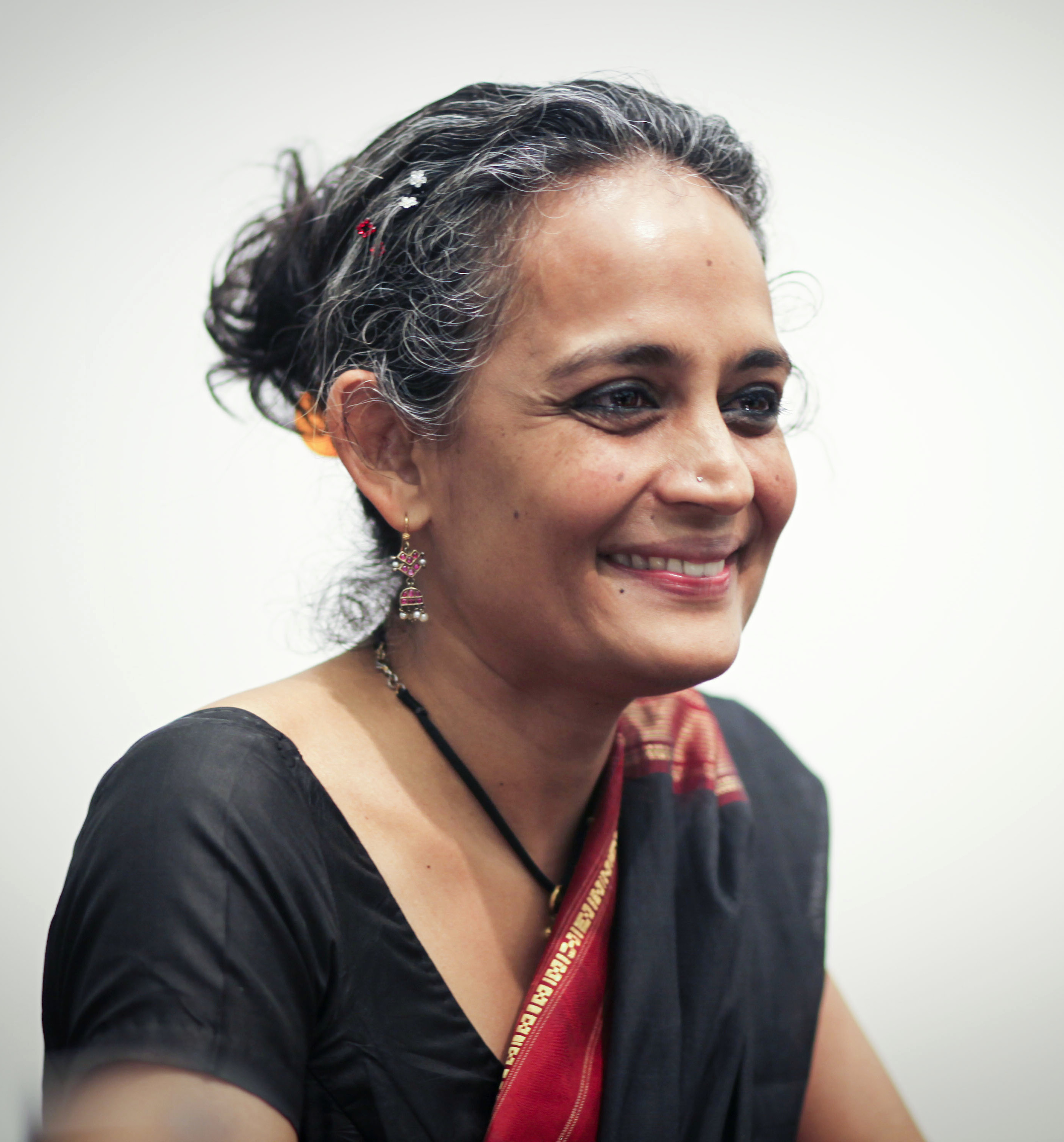
Arundhati Roy (2010)

### Politische Aktivität
In der Folge nutzte sie ihre Bekanntheit, um auf ihre politischen Anliegen aufmerksam zu machen. In einer Reihe von Essays und Reden griff sie zu Beginn vor allem die atomare Aufrüstung in Indien und dem Nachbarland Pakistan sowie den Hindu-Nationalismus (Hindutva) in ihrer Heimat an. Bald erweiterte sie ihre Aktivitäten auch um die Teilnahme an Protestveranstaltungen gegen ein Staudammprojekt an der Narmada, da derartige Bauten oft auf Kosten des Lebensraums der praktisch rechtlosen und ärmsten Bevölkerungsgruppen (insbesondere der Dalit und Adivasi) durchgeführt werden, wie sie in „Die Politik der Macht“ schreibt. Dank ihrer Popularität lenkte Roy mit ihrer Teilnahme die Aufmerksamkeit nationaler und internationaler Medien auf die Missstände.
Ihre schriftstellerische Tätigkeit konzentrierte sich nun ganz auf die Darstellung und Kritik politischer und sozialer Themen. In ihren Texten bezog sie Stellung gegen den von der US-Regierung geführten „Krieg gegen den Terror“, den Irak-Krieg sowie die Politik der Weltbank und der Welthandelsorganisation. Damit wurde sie zunehmend auch weit über Indien hinaus zu einer der bekanntesten Sprecherinnen für Umweltschutz-, Friedens- und globalisierungskritische Bewegungen.
2014 schrieb sie unter dem Titel The Doctor and the Saint eine Einführung zur kritischen Ausgabe von Bhimrao Ramji Ambedkars Annihilation of Caste. Darin arbeitet sie den Gegensatz zwischen Ambedkar und Gandhi heraus. Ambedkar stammt aus der Schicht der Unberührbaren (Dalits) und fordert in seiner bekanntesten und einflussreichsten Schrift die Abschaffung des Kastenwesens und des damit untrennbar verschränkten Hinduismus, während Gandhi selbst Vaishya war und entgegen seinen Aussagen über die unteren Kasten die Unterdrückungsstruktur des Kastenwesens nie in Frage gestellt habe und in seinem persönlichen Leben von Verachtung gegenüber sozial Schwachen geprägt gewesen sei.
Im Jahr 2002 wurde sie wegen Missachtung des Gerichts vom indischen Supreme Court in Neu-Delhi zu einem Tag Haft verurteilt, weil sie den Richtern vorgeworfen hatte, sie hätten Proteste gegen das Narmada-Staudammprojekt unterdrücken wollen.
Arundhati Roy hat 2005 den Sahitya Akademi Award, den höchsten Literaturpreis Indiens, abgelehnt. Laut Medienberichten soll Roy in einem Schreiben der vom Staat finanzierten Sahitya-Akademie mitgeteilt haben, sie fühle sich sehr geehrt, könne die Auszeichnung aber nicht annehmen, weil sie gegen verschiedene Aspekte der indischen Regierungspolitik Abscheu hege. Als Kritikpunkte nannte sie beispielsweise den Besitz von Atomwaffen und den Bau großer Staudämme.
Am 5. November 2015 erklärte Arundhati Roy zusammen mit 23 anderen Künstlern, dass sie ihre nationalen Ehrungen aus Protest zurückgeben würden. Roy nahm in einem Zeitungsartikel dazu ausdrücklich Bezug auf den Lynchmord an einem muslimischen Mann in Uttar Pradesh durch fanatische Hindus, nachdem das Gerücht verbreitet worden war, dass er Rindfleisch gegessen habe. Sie bezeichnete den Vorgang als Ausdruck einer generellen Stimmung im Land, unter der Muslime, Christen und Dalits in ständiger Angst leben müssten. Sie beklagte, es sei für Intellektuelle in Indien nicht mehr möglich, darauf hinzuweisen, dass Hindus für diese Angst verantwortlich seien, nur ihre religiös geprägte Sicht der Umstände gelten ließen und die Leiden der Opfer verdrängten.
Im November 2023 wurde ihr die Ausreise aus Indien zu einem Auftritt auf dem Literaturfest München wegen Ermittlungen und einer drohenden Haftstrafe untersagt. Auf einer Konferenz zu Menschenrechten im Jahr 2010 hatte sie die Kaschmir-Politik der Regierung kritisiert und die damaligen Vorwürfe wurden 2023 wieder aufgegriffen.
Im Oktober 2024 gehörte Roy zu den Unterzeichnern eines Aufrufs zum Boykott israelischer Kulturinstitutionen, „die an der überwältigenden Unterdrückung der Palästinenser mitschuldig sind oder diese stillschweigend beobachtet haben“.

## Auszeichnungen (Auswahl)
- 1989: Indischer National Film Award für die beste Darstellung in dem Film In Which Annie Gives It Those Ones.[15] 2015 gab sie diesen Preis aus Protest gegen religiöse Intoleranz und die wachsende Gewalt rechter Gruppen in Indien zurück.[10]
- 1997: Booker Prize für The God of Small Things
- 2004: Sydney-Friedenspreis der australischen Sydney Peace Foundation für Roys soziales Engagement und ihr Eintreten für Gewaltfreiheit[16]
- 2004: Orwell Award des US-amerikanischen National Council of Teachers of English (NCTE), zusammen mit Seymour Hersh[17]
- 2005: Sahitya Akademi Award, den sie jedoch ablehnte[8]
- 2011: Norman Mailer Lifetime Achievement Prize für Ausgezeichnetes Schreiben[18]
- 2014: Auflistung in Time 100 des Nachrichtenmagazins Time, als eine der 100 einflussreichsten Menschen der Erde[19]
- 2017: Bruno-Kreisky-Preis für das politische Buch, Hauptpreis für Das Ministerium des äußersten Glücks[20]
- 2018: Eingeladen als Rednerin zur jährlichen W. G. Sebald Lecture des British Centre for Literary Translation im British Library Conference Centre, London
- 2023: Prix européen de l’essai Charles Veillon – Dankesrede: Wir sind zu Nazis geworden - Indiens Weg in den Faschismus. In: blaetter.de. November 2023, abgerufen am 1. Dezember 2023 (Übersetzung von Thomas Greven).
- 2024: PEN Pinter Prize[21]

## Werke
Romane
- Der Gott der kleinen Dinge. Karl Blessing, München 1997, ISBN 3-442-72468-6 (original: The God of Small Things, Harper Collins, London 1997).
- The Ministry of Utmost Happiness. Penguin India, 2017, ISBN 978-0-670-08963-5 (englisch).
  - deutsch: Das Ministerium des äußersten Glücks. Fischer, Frankfurt am Main 2017, ISBN 978-3-10-002534-0.

Sachbücher
- Die Politik der Macht. Goldmann, 2002, ISBN 3-442-72987-4 (englisch: The Cost of Living.).
- Noam Chomsky, Eduardo Galeano, Arundhati Roy, u. a.: Angriff auf die Freiheit? Die Anschläge in den USA und die „Neue Weltordnung“. Hintergründe, Analysen, Positionen. Hrsg.: Wolfgang Haug. 2. Auflage. Trotzdem Verlagsgenossenschaft, Grafenau 2002, ISBN 3-931786-25-0 (Sammlung von 17. Aufsätzen).
- Wahrheit und Macht. Goldmann, 2004, ISBN 3-442-73304-9 (Interviews von David Barsamian, Vorwort von Naomi Klein).
- War Talk. South End Press, 2003, ISBN 0-89608-724-7.
- An Ordinary Person’s Guide to Empire. South End Press, 2004, ISBN 0-89608-727-1.
- Public Power in the Age of Empire. Seven Stories Press, 2004, ISBN 1-58322-682-6.
- The Algebra of Infinite Justice. Flamingo/Harper Collins, London 2002, ISBN 0-00-714949-2.
- Aus der Werkstatt der Demokratie. S. Fischer, Frankfurt am Main 2010, ISBN 978-3-10-066066-4 (original: Listening to Grasshoppers: Field Nots on Democracy).
- Wanderung mit den Genossen: Mit den Guerillas im Dschungel Zentralindiens. Zambon-Verlag, Frankfurt am Main 2011, ISBN 978-3-88975-180-5 (original: Walking with the Comrades).
- The Doctor and the Saint. Einführung und Essay zu B. R. Ambedkar: Annihilation of Caste: The Annotated Critical Edition. Navayana 2014, ISBN 978-81-89059-63-7.
- Capitalism: A Ghost Story. Haymarket Books, Chicago 2014, ISBN 978-1-60846-385-5 (über Auswüchse des globalisierten Kapitalismus in Indien).
- Azadi: Freedom, Fascism, Fiction. Penguin, London 2020, ISBN 978-0-241-47002-2 (englisch).
  - deutsch: Azadi heißt Freiheit. Fischer, Frankfurt am Main 2021, ISBN 978-3-10-397113-2.

Essays
- Essay: Krieg ist Frieden. In: Der Spiegel. 31. Oktober 2001.
- Rede: „Das schwindende Licht der Demokratie“: Rede zur Eröffnung des Internationalen Literaturfestivals Berlin 2009. 9. September 2009 (übersetzt aus dem Englischen; PDF: 320 kB, 14 Seiten auf literaturfestival.com).
- Essay The greater common good – Motivation und Auswirkungen großer Staudammprojekte der Regierung Indiens (englisch).
- Essays, Reden und Interviews in deutscher Übersetzung.
- bio et fiches de lecture des oeuvres d’A. Roy (Memento vom 13. Februar 2005 im Internet Archive)
- Arundhati Roy on Shekhar Kapur's Bandit Queen und über Phoolan Devi auf sawnet.org[22][23]
- weitere Essays von Arundhati Roy (Memento vom 11. Januar 2012 im Internet Archive) übersetzt bei ZNet Deutschland
- Feiertagsproteste stoppen keine Kriege. (Memento vom 27. April 2004 im Internet Archive) Rede auf dem 4. Weltsozialforum (Mumbai 2004).

- Durch das Tor des Schreckens. Gastbeitrag von Arundhati Roy in Die Zeit Nr. 16 vom 8. April 2020, Seiten 4 und 5 (zur Behandlung der Covid-19-Pandemie in Indien. Die Redaktion untertitelt: Indiens Regierung macht das Riesenland dicht, die Armen werden heimatlos. Die profilierteste Autorin des Landes, Arundhati Roy, über Ungerechtigkeit und Hoffnung in den Zeiten der Pandemie. Über den überfallartigen Lockdown seit dem 24. März) Zuerst am 4. April auf Englisch in der Financial Times unter The pandemic is a portal erschienen. Übersetzt von Bettina Röhricht. Auf Deutsch auch online und als Audio-File erreichbar.
- Mein aufrührerisches Herz. Essays. S. Fischer, Frankfurt am Main 2022, ISBN 978-3-10-397033-3 (624 S.).[24]